# Petjora (flod)
 For alternative betydninger, se Petjora. (Se også artikler, som begynder med Petjora)
Petjora (russisk: Печо́ра; komi: Печӧра; nentsisk: Санэроˮ яха) er en flod i det nordøstre Rusland, som løber gennem Republikken Komi og Nenetskij autonome okrug. Den er 1.809 km lang og har et afvandingsareal på 322 000 km². Ved mundingen har Petjora en middelvandføring på 4.100 m³/s
Floden udspringer på vestre side af Uralbjergene i Republikken Komis sydøstre hjørne (floden Ob ligger øst for Ural), flyder mod nord og nordvest gennem Jaksja, Ust-Ilitj (Ust-Ussa), Troitsko-Petjorsk, Vuktyl, byen Petjora, og Narjan-Mar inden den ved Nosovaja når Petjorabugten  og Petjorasøen, den sydøstlige del af Barentshavet syd for Novaja Zemlja. Floden danner et stort delta ved udmundingen. Hovedstrømmen og bifloden Ilitj (Ussa) er beskyttet ved naturfredning som naturreservatet Petjora-Ilitj. De største bifloder er Ilytj fra højre og Izjma fra venstre.
Petjora har et meget ringe fald og er for størstedelens vedkommende sejlbar, men er det meste af året isbelagt. Større fartøjer når op til Narjan-Mar 110 km fra udmundingen i Petjorabugten. Petjora gennemflyder et lavland, Petjorasteppen, mellem Uralbjergene (1894 m.o.h.) og Timanhøjderne (463 m.o.h.), som har rige forekomster af brunkul, skønsmæssigt sat til 350.000 ton. 
Petjora blev ramt af store oliespild i 1994.

## Bifloder
Neden for er en liste over Petjoras bifloder regnet fra mundingen og op over floden. For hver linje opgives flodens navn (ekstra indrykning angiver bifloder til bifloder), fra hvilken retning den møder hovedfloden, og hvor flodens munding ligger i forhold til nærmeste by eller bosættelse:
- Kuja – fra højre, 10 km nord for Narjan-Mar
- Sula – fra venstre, 5 km syd for Velikovisotsjnoje
  - Sojma – fra venstre, ved Kotkino
  - Bolsjaja Pula – fra højre, 10 km vest for Kotkino
- Sjapkina – fra højre, ved Novyj Bor
- Sozva – fra højre, 15 km sydøst for Novyj Bor
- Jorsa – fra højre, 5 km nord for Okunev Nos
- Tsilma – fra venstre, vest for Ust-Tsilma
  - Tobysj – fra venstre, 10 km nordøst for landsbyen Myla
  - Myla – fra højre, 4 km nord for Myla
  - Kosma – fra venstre, 60 km nordvest for Myla
- Pizjma – fra venstre, syd for Ust-Tsilma
- Neritsa – fra venstre, vest for Ust-Izjma
- Izjma – fra venstre, ved Ust-Izjma
  - Sebys – fra højre, 8 km syd for Izjma
  - Kedva – fra venstre, ved Kedvavom
  - Ukhta – fra venstre, ved Sosnogorsk
  - Ajuva – fra højre, øst for Sosnogorsk
- Laja – fra højre, 20 km øst for Zakharvan
  - Jurjakha – fra højre, ved Katsja
- Usa – fra højre, 30 km vest for Usinsk
  - Kolva – fra højre, 15 km sydvest for Usinsk
    - Sandivej – fra venstre, 40 km vestsydvest for Khorej-Ver
    - Kolvavis – fra venstre, 15 km østsydøst for Khorej-Ver

  - Synja – fra venstre, 20 km øst for Usinsk
  - Adzva – fra højre, ved Adzvavom
  - Kosiu – fra venstre, ved Kosiuvom
    - Kozjim – fra højre, 12 km nordvest for landsbyen Kozjim

  - Bolsjoj Kotsjmes – fra venstre, 10 km nordøst for Kosiuvom
  - Bolsjaja Rogovaja – fra højre, 7 km nordvest for Petrun
  - Lemva – fra venstre, 10 km øst for Abez
  - Sejda – fra højre, nord for landsbyen Sejda
  - Vorkuta – fra højre, 50 km syd for Vorkuta
  - Jelets – fra venstre, 5 km vest for Jeletskij
- Lyzja – fra venstre, ved Ust-Lyzja
- Kozjva – fra venstre, 10 km vest for Petjora
  - Tsjiksjina – fra højre, 10 km nord for Tsjiksjino
- Sjtsjugor – fra højre, syd for Ust-Sjtsjugor
- Lemjo – fra venstre, 20 km vest for Vuktyl
- Vel – fra venstre, 10 km vest for Mitrofanovo
- Severnaja Mylva – fra venstre, ved Troitsko-Petsjorsk
- Ilytj – fra højre, ved Ust-Ilytj
  - Kogel – fra højre, ved landsbyen Anton
- Unja – fra venstre, ved Ust-Unja